# Idealno loša
Idealno loša je trinajsti glasbeni album srbske pop-folk pevke Svetlane Ražnatović - Cece, ki je bil objavljen 17. junija leta 2006, v beograjskih založbenih hišah CecaMusic in MiligramMusic.  Pevka je zgoščenko promovirala istega dneva na velikem koncertu v Beogradu ter na koncertni turneji Grom. 
Album je objavljen v treh različicah: na kaseti in na dveh različnih CD-jih, in sicer na standardnem in kartonaskem. Kartonasti CD je objavljen skupaj s posebno izdajo revije Svet, ki je bila v celoti posvečena novemu albumu in promociji koncerta na Ušću.
Idealno loša je tretji Cecin album, ki je bil uradno objavljen v Bolgariji, v založbeni hiši Sunny music. 

## Nastanek albuma
Dela na albumu so se začela spomladi leta 2006. Ceca je tudi tokrat nadaljevala sodelovanje s skladateljem Aleksandarom Milićem - Milijem in znano tekstopisko Marino Tucaković. Pile je bila prva pesem, ki jo je Ceca posnela v studiu.  Pevka je prvič na albumu sodelovala z znanim skladateljem Aleksandrom Perišićem - Romarijom, ki je napisal dve pesmi Čulo bola in Koža pamti. Aprila 2006 je Ceca k sodelovanju povabila znanega pop glasbenika Željka Joksimovića, ki je kot poseben gost nastopil v pesmi Lepi grome moj.  Mastering albuma je narejen v Londonu. 

## Promocija albuma
Pevka je 5. maja leta 2006 organizirala tiskovno konferenco v Beogradu, na kateri je predstavila nov album in načrte za koncert na Ustju. Razkrila je naziv albuma in besedila nekaterih pesmi.  Predstavila je tudi nove sodelavce. 
Prva promocija albuma se je začela s Cecinim nastopom v zabavno-glasbeni oddaji Bravo show na Pink TV. Pevka je 20. aprila predstavila prvo pesem Lepi grome moj. En teden kasneje je isto pesem zapela tudi v oddaji Žikina šarenica, na beograjskem RTS-u.  14. junija je v posebni oddaji Bravo show, posvečeni koncertu na Ušću, predstavila drugi singel - Žuto pile.  V istem tednu je singel zapela še v oddaji Vikend vizija. 
Prva radijska promocija albuma se je zgodila 6. junija na beograjskem AS radiju. 
Prvi videospot je posnet 27. maja, in sicer za pesem Lepi grome moj. Režiser spota Peđa Marković je sporočil, da je snemanje potekalo na Novem Beogradu, za dokončanje pa so potrebovali tri dni.  Videospot na portalu YouTube trenutno šteje 9 milijonov ogledov. Drugi videospot za pesem Žuto pile je bil objavljen avgusta 2006. Spot je sestavljen iz posnetkov s koncerta na Ušću. 
Prva koncertna promocija albuma se je zgodila 17. junija 2013 na velikem koncertu v Beogradu.

## Seznam skladb
| Št.             | Naslov                 | Besedilo                                | Glasba                  | Aranžerji               | Dolžina |
| --------------- | ---------------------- | --------------------------------------- | ----------------------- | ----------------------- | ------- |
| 1.              | „Lepi grome moj‟       | Marina Tucaković, Ljiljana Jorgovanović | Aleksandar Milić - Mili | Aleksandar Milić - Mili | 3:50    |
| 2.              | „Idealno loša‟         | Marina Tucaković                        | Aleksandar Milić - Mili | Aleksandar Milić - Mili | 4:03    |
| 3.              | „Manta, manta‟         | Marina Tucaković, Ljiljana Jorgovanović | Aleksandar Milić - Mili | Aleksandar Milić - Mili | 3:23    |
| 4.              | „Pile‟                 | Marina Tucaković                        | Aleksandar Milić - Mili | Aleksandar Milić - Mili | 4:25    |
| 5.              | „Čulo bola‟            | Marina Tucaković                        | Romario                 | Aleksandar Milić - Mili | 2:53    |
| 6.              | „Ponuđen k'o počašćen‟ | Marina Tucaković                        | Aleksandar Milić - Mili | Aleksandar Milić - Mili | 4:43    |
| 7.              | „Koža pamti‟           | Marina Tucaković, Ljiljana Jorgovanović | Romario                 | Aleksandar Milić - Mili | 3:39    |
| 8.              | „Čudo‟                 | Marina Tucaković, Ljiljana Jorgovanović | Aleksandar Milić - Mili | Aleksandar Milić - Mili | 3:49    |
| 9.              | „Viski‟                | Marina Tucaković                        | Aleksandar Milić - Mili | Aleksandar Milić - Mili | 4:02    |
| 10.             | „Rekom bez vode‟       | Marina Tucaković                        | Aleksandar Milić - Mili | Aleksandar Milić - Mili | 4:19    |
| Skupna dolžina: | Skupna dolžina:        | Skupna dolžina:                         | Skupna dolžina:         | Skupna dolžina:         | 39:36   |

## Zgodovina objave zgoščenke
| Država               | Datum           | Založba                   | Oblika |
| -------------------- | --------------- | ------------------------- | ------ |
| Srbija               | 17. junij, 2006 | Cecamusic, Miligram Music | CD, MC |
| Bosna in Hercegovina | 17. junij, 2006 | Cecamusic, Miligram Music | CD, MC |
| Makedonija           | 17. junij, 2006 | Cecamusic, Miligram Music | CD, MC |
| Črna gora            | 17. junij, 2006 | Cecamusic, Miligram Music | CD, MC |
| Bolgarija            | 7. avgust, 2006 | Sunny music               | CD, MC |

## Kritike
Portal Beforeafter je Cecin album Idealno loša označil za najboljši pevkin album v karieri. Posebej izstopa pesem Manta, manta, ki po ocenah kritika ima najbolj skladen aranžma. Spot za pesem Lepi grome moj je bil deležen negativnih kritik. 

## Vpliv albuma
- Pesem Lepi grome moj je uporabljena kot glasbena podlaga v hrvaški TV uspešnici Obični ljudi, natančneje v 98. delu serije. [14]
- * Pesem Idealno loša je uporabljena kot glasbena podlaga v srbskem filmu Sestre, iz leta 2011. [15]